# Stern Review
Stern Review on the Economics of Climate Change, of kortweg Stern Review, is een 700 pagina lang rapport, op 30 oktober 2006 gepubliceerd in opdracht van de Britse regering. Hoofdredacteur van het rapport was econoom Nicholas Stern, voorzitter van het Grantham Research Institute on Climate Change and the Environment bij de London School of Economics (LSE). Het rapport behandelt de gevolgen van de opwarming van de aarde op de wereldeconomie. Hoewel niet het eerste rapport in zijn soort, wordt het toch beschouwd als een van de meest invloedrijke economische rapporten inzake klimaatverandering.
Stern Review stelt dat de klimaatverandering een ontzaglijk marktfalen betekent, en op die manier een unieke uitdaging is voor economen. Het stelt fiscale maatregelen voor om sociale en economische schade te beperken. 
De belangrijkste conclusie is dat de voordelen van tijdig en grondig ingrijpen sterk opwegen tegen de kosten van inactiviteit. In een grafische tabel worden de gevolgen van de opwarming verduidelijkt op watervoorraden, voedselproductie, gezondheid en het milieu. Volgens Stern Review kunnen de kosten van klimaatverandering door inactiviteit oplopen tot een verlies van minstens 5% van het Bruto nationaal product (BNP) per jaar, en dit voor onbepaalde tijd. Beschouwt men een ruimer gamma van risico's en gevolgen, dan zou dit 20% van het BNP kunnen opslokken, of zelfs meer. 
Het rapport oordeelt dat jaarlijks een percent van het BNP nodig is om te investeren, wil men de ergste gevolgen van de klimaatmaatverandering tegengaan
Het rapport werd door sommige economen heftig bekritiseerd, door anderen echter onderschreven. Stern van zijn kant wees er achteraf op dat zijn rapport was bevestigd door de bevindingen van de Verenigde Naties (IPCC), meer bepaald het IPCC-rapport 2007. Hij had de risico's van de klimaatmaatverandering nog onderschat: zijn cijfers zouden naar boven toe moeten herzien worden.
In 2013 was zijn commentaar Ik had het mis over klimaatverandering - het is veel, veel erger.